# Dreddup
dreDDup je industrijal rok/krosover bend iz Novog Sada.

## Devedesete
Bend je osnovan 1997. godine u Novom Sadu od strane gitariste Mihajla Obrenova i bubnjara/vokala Roberta Sabadoša. Ubrzo, nakon osnivanja, snimaju svoj prvi zvanični album Abnormal Waltz 1998. godine, koji je bio muzička podloga za film Noir koji nikada nije bio završen. Bez mnogo muzičkog iskustva, članovi dreDDup-a počeli su da eksperimentišu sa živim instrumentima kombinujući ih sa glasnim elektronskim sintisajzerima. Prvo su stvarali rave, tehno, elektronski punk i eksperimentalnu muziku nastupajući samo u svom prostoru za probe pred prijateljima i drugim muzičarima. Njihova era iz devedesetih uključuje Beyond the Dark Portal demo kasetu, DIY izdanje Abnormal Waltz i nekoliko kasetnih EP-a. Njihove prve pesme su emitovane u radio emisijama Situacija 021, koju je vodio Vladimir Petraš i High Voltage koju je vodila Dunja Kovač na Radio 021 u Novom Sadu. Njihova pesma Roots of Us je nekoliko nedelja ostala na prvom mestu muzičke liste Situacija 021. dreDDup je počeo da nastupa krajem devedesetih godina u manjim klubovima u Novom Sadu.

## Dvehiljadite
Dvehiljadita godina obeležila je promene u bendu. Nakon jednog živog koncerta u novosadskom prostoru Borisov Atelje, Robert napušta bend i Mihajlo postaje novi frontmen. Bend je nastavio u novoj postavi, prelazeći sa elektronskog eksperimentalnog na više rok orijentisan zvuk. Bubnjar Siniša Radovančev iz benda Lost Propelleros pridružio se bendu na kratko. Nova stabilna postava uključivala je Aleksandra Krajovana iz benda Lowspin na bas gitari i Nikolu Prošića na bubnjevima. Nakon toga, bend je pisao muziku za filmove i pozorišne predstave (uključujući Poslednju Krapova Traku, Footfalls, U malom dvorcu, Hroniku Sterijinog pozorja). Takođe, snimaju ambijentalne numere za TV emisije na Radio televiziji Srbije. Godine 2001. bend je ušao u studio "Do Re Mi" zajedno sa hardcore bendom Mefisto da bi snimili split demo CD, nakon čega su objavili dva odvojena DIY izdanja oba benda. Mefisto objavljuju album Bili smo ponosni ratnici a dreDDup demo album R U Digital!?. Godine 2002. Karolina Nemet se pridružila bendu kao klavijaturista, a zatim i MC Sanya kao prateći vokal. Nikola Prošić je napustio bend 2003. godine i zamenio ga je session bubnjar Dragan Mršić iz benda Cutwork.
Godine 2004. bend je konačno objavio svoj prvi zvanični studijski album Mr Borndeads Feast za MoocSound iz Holandije. Izlazak albuma je pratila masovna turneja po Srbiji. Postava je uključivala dva nova člana, Darka Ižaka na gitari i Srđana Stevanovića na bubnjevima. Bend je počeo često nastupati na različitim mestima u Novom Sadu, Subotici, Kuli, Zrenjaninu, Beogradu, Senti i drugim gradovima Srbije. Nakon Mr Borndeads Feast-a i pozitivnih recenzija u medijima, bend je otpočeo rad na svom drugom albumu, ponovo menjajući zvuk i usmeravajući ga ka crossover zvuku. U saradnji sa bendovima ROIR, Maltreat i Under Pressure, bend 2005. godine objavljuje One Way, CD kompilaciju koja je uključivala nekoliko numera od sva 4 benda i strip nacrtan od strane Mihajla Obrenova. Aleksandar Krajovan je napustio bend krajem 2006. godine i zamenio ga je Nemanja Batalo na bas gitari.
U 2007. godini, bend je izdao svoj drugi album Future Porn Machine za Insurrection Records iz Beograda. Ovaj album se bavio "pornografskom budućnošću" i bio je snažno promovisan od strane beogradskog kolektiva Dark Revolution. Kasnije te godine, bend je uključen u kompilaciju "S pogledom u Bolje sutra" na kojoj su se takođe našli bendovi This Day Will Burn, Lude Krawe, Ground Zero, Infrakt i drugi. Održana je nova turneja i bend je posetio više od 40 gradova. Srđan Stevanović je uhapšen pod optužbom za ubistvo i posedovanje teških droga, pa je sredina 2008. godine označila potpunu promenu postave benda. Nova postava uključivala je Bojana Radakovića na gitari i Ivana Francuskog na bubnjevima, pri čemu je Mihajlo ostao jedini originalni član benda. Bend je remiksovao neke pesme benda Nine Inch Nails i napravio album u saradnji sa japanskim spoken word umetnikom Kenji Siratorijem pod nazivom Pituitary Nightmare, kao i kolaboracijski album uz saradnju sa elektronskim muzičkim projektom Figurative Theatre pod nazivom The Great Industrial Comeback.
dreDDup je u periodu 2006. do 2009. nastupao na brojnim muzičkim festivalima, uključujući EXIT festival, String, Refuse Resist, Samhain festival, Go Fest, HGF, SGT, Determination i D:S. Početkom 2008. godine, bend je snimio obradu pesme No Holds Barred za kompilaciju We Were Born to Destroy koju je sastavio francuski Chabane's Records kao tribute francuskom bendu Witness. Godina 2008. takođe je obeležila učešće u mnoštvu stranih kompilacija. Snimili su obradu pesme kultnog hardcore benda Razlog za, koja se našla na kompilaciji Tribute to Razlog za objavljenoj od strane PMK Records. Sledeće bitnije kompilacije bile su Postindustrial Changes, slovenačka kompilacija "nove jugoslovenske industrijske" scene, zajedno sa bendovima kao što su Third I, Dichotomy Engine, Lezet i Devouring Ourselves (a Tribute to Cannibal Corpse) kompilacija francuske diskografske kuće Chabane's Records koja je uključivala izvođače poput Zardonic-a, Deadskin-a, Deviant Lord-a i drugih.
Krajem 2008. godine, Mihajlo pokreće svoju online diskografsku kuću pod nazivom Crime:Scene Records. Krajem iste godine, bend je snimio 45-minutni dokumentarni film pod nazivom Industrial Renaissance. Njihova obrada kultnog grindcore benda Patareni uvrštena je na kompilaciju Blago gluvima: A Tribute to Patareni koju je sastavio PMK Records. Film Industrial Renaissance objavljen je u februaru 2009. kao bonus DVD uz njihov treći album EI Conquistadors. Industrial Renaissance je premijerno emitovan na TV Panonija u martu 2009.
Njihov treći album EI Conquistadors objavljen je za Insurrection Records iz Beograda krajem 2009. godine. Album se bavio mračnim trenutnim vremenima i tamom ljudskog roda, što je upotpunilo Time trilogiju izdanja dreDDup-a i promienilo zvuk benda u tradicionalniji indastrijal. U julu su nastupili zajedno sa Deathstars na Exit Festivalu. Njihov album El Conquistadors proglašen je drugim najboljim balkanskim albumom godine 2009. od strane hrvatskog magazina Terapija, a takođe je zauzeo treće mjesto u makedonskom Okno magazinu u članku o najboljim balkanskim izvođačima 2009. godine. Kasnije te godine, dok je Srbija još bila pod gvozdenom zavesom, bend je odsvirao svoj prvi koncert u inostranstvu, u Beču. Krajem 2009. godine, francuska izdavačka kuća Quartier 23 objavljuje kompilaciju Dark: Scene from Balkans, koja osim dreDDup-a uključuje i izvođače poput Tamerlan, Utjeha kose i Figurative Theatre. Takođe, dreDDup snima obradu pesme 1969, koja izlazi u francuskoj na kompilaciji Our Idea of Fun - A Tribute to Ron Asheton a koja je objavljena u čast Rona Ashetona koji je preminuo iste godine. Ova kompilacija objavljena je od strane Chabane's Records-a, a među ostalim izvođačima tu su i Riverside, Jihad Joe i The Naked Dolls.

## Dvehiljadedesete
Februar 2010. doneo je remasterizovane verzije njihova prva tri albuma. Njihov album El Conquistadors remasterizovan je i ponovo objavljen za poljsku izdavačku kuću Beast of Prey. Bojan Radaković i Nemanja Batalo napuštaju bend a menjaju ih Alen Habek na gitari i Aleksandra Vukošić na bas gitari. Mihajlo je najavljivao da će ovo biti poslednji dreDDup studijski album; međutim vrlo brzo su počeli rad na novom studijskom izdanju. Njihov četvrti album pod nazivom dreDDup objavljen je za dPulse Recordings u SAD-u. Album je uključivao gostujuće muzičare iz bendova f.O.F., Talbot's Curse, Kleimor i KOH. Ilustracija za album je napravljena od strane umetnice Bojane Jarošenko. Njihova promotivna turneja obuhvatila je zemlje Hrvatska, Slovenija i Bugarska. dreDDup je bio uključen u masivnu kompilaciju pod nazivom Not Our World Alone, koju je sastavila izdavačka kuća Pavillon 36 records. Profit od kompilacije finansirao je nekoliko organizacija za sprečavanje zlostavljanja životinja i pomoć ugroženim životinjskim vrstama. Iste godine, uradili su remiks pesme Enjoy the Pain za američki industrijski rok bend 16 Volt. Krajem godine, kolekcija njihovih demo snimaka nazvana 219_demos objavljena je za izdavačku kuću Crime Scene records. Ova kolekcija predstavljala je neobjavljene materijale snimljene između 1997. i 2001. godine.
Njihov peti album, nazvan Nautilus, izlazi 2011. godine za rusku etiketu Glory and Honour. Album je objavljen i za srpsku etiketu Miner Records naredne 2012. godine, nakon čega je usledila ogromna turneja koja je obuhvatila Francusku, Švajcarsku, Nemačku, Sloveniju, Hrvatsku i Bosnu. Album sadrži pesmu Train to Madness na kojoj kao vokal gostuje Gaga Lee iz benda Hype! Glumica Ljuma Penov potpisuje prateće vokale. 9. juna 2012. godine nastupaju na IQ Music festivalu kao predgrupa slovenskoj indastrijal grupi Laibach i američkom bendu Marilyn Manson. 15. septembra 2012. godine, dreDDup nastupa na Warriors Dance Festivalu, organizovanom od strane The Prodigy. Iste godine na Exit Festivalu, nastupaju kao jedna od predgrupa engleskom punk bendu Toy Dolls. Početkom 2013. godine, započeli su još jednu evropsku turneju i pojavili se na još jednoj inostranoj tribute kompilaciji pod nazivom "Requiem Pour les Medef: tribute to Medef Ibba Babylone" koju objavljuje Chabane's Recors.
U julu 2013. godine dreDDup objavljuju singl Etika na kojem kao gost peva Dario Seraval iz hrvatsko-slovenačkog industrial benda Borghesia. Nakon toga, bili su deo još jedne iniostrane kompilacije, pod nazivom Press Start Button a koja sadrži obrade tema iz video igara. Nedugo nakon toga, Ivan Francuski napušta bend a zamenjuje ga Predrag Drobnjak iz benda Vrisak Generacije. Leta 2013. godine, bend je nastupio na Kaleidoskop Festivalu u Bosni i Kunigunda Festivalu u Sloveniji. Iste godine, dreDDup je uvršten u enciklopediju rok muzike pod nazivom Ilustrovana enciklopedija rok muzike u Vojvodini 1963-2013, koju je napisao Bogomir Mijatović krajem 2013. godine. Ova knjiga obuhvatila je samo bendove koji dolaze iz Vojvodine.
Njihov šesti album I Dreamt of a Dragon završen je 30. oktobra 2014. godine i objavljen je od strane Lampshade Media. Početkom 2015. godine, dreDDup je komponovao muziku za nekoliko TV dokumentaraca, uključujući RTV seriju Radar i nagrađivani dokumentarac Aleksandra Reljića pod nazivom Enkel, koji govori o preživelima iz koncentracionog logora Aušvic. Uskoro nakon toga, Aleksandra Vukošić napušta bend. Sastav je često menjao postavke tokom perioda 2014-2016, i kroz bend su prolazili razni članovi, sve dok se Borivoje Janacković iz benda Thread nije pridružio kao bubnjar.
Početkom 2016. godine, bend je objavio svoj sedmi album pod nazivom DeathOven: Rebels Have no Kings. Njihov stil se promenio time što uključuju više elemenata big beat-a i plesne elektronike. DeathOven ima dva gostujuća vokala: Lucretia Wamp iz horor punk benda Drop Dead i Marta Csoór iz benda Vrisak Generacije. Siniša Radovančev takođe doprinosi svirajući perkusije i loopove za nekoliko numera. Preminuo je 14. aprila, samo deset dana pre izlaska albuma. Iste godine se Timur Iskandarov iz benda Tamerlan pridružuje bendu kao basista. U julu, Mihajlo Obrenov završava svoj dokumentarni film Kontakt o underground muzičkoj sceni u Novom Sadu. Film uključuje originalnu muziku komponovanu od strane dreDDup i retke intervjue sa 140 andergraund muzičara, uključujući i članove dreDDup-a. Film je kasnije prikazan na Cinema City Film Festivalu u Novom Sadu, Grossman Film Festivalu u Sloveniji, DokumFestu u Bosni, Filmskom Festivalu Euro-In Film, Rokumentarnim danima Nikšić i drugim evropskim festivalima. 2018. godine, dreDDup nastupa kao predgrupa bendu Soulfly.
Njihov osmi album Soyuz izašao je 27. novembra 2018. Album je pohvalio muzički kritičar Vladimir Horvat iz hrvatskog časopisa Terapija.net kao jedan od najboljih radova benda do sada. Bend je započeo svoju promotivnu turneju početkom 2019. godine koncertima u Mađarskoj. Iste godine najavljuju svoj novi album Romance of Romans. U martu 2019. godine, Dražen Đorđević iz benda Lednik zamenio je Timura na bas gitari.

## Dvehiljadedvadesete
U februaru 2020. godine, bend je ušao u studio da snimi svoj planirani novi album Romance of Romans čiji se izlazak pomerio za 5. januar 2021. godine. Bend radi muziku za dokumentarni film Aleksandra Reljića Do daske koji govori o hapšenju i zatvorskoj kazni za modnog kreatora, stilistu i didžeja iz Novog Sada Srđana Švelja. Bend 2021. ima zapažen nastup na Fekete Zaj festivalu u Mađarskoj u okviru svoje promotivne turneje gde u nekoliko navrata posećuju Mađarsku, Slovačku i južnu Srbiju. Povodom dvadeset pet godina postojanja, bend 2022. godine, snima 10 potpuno novih muzičkih video spotova za stare singlove i time ulazi u istoriju kao jedini srpski alternativni bend koji broji 66 muzičkih spotova. Početkom 2023. godine ulaze u studio i otpočinju rad na svom jedanaestom albumu PanDora.

## Zvuk
Muzika dreDDup-a je miks mračnih i bučnih elektronskih zvukova upotpunjenih sa grubim industrijskim ritmovima i agresivnim vokalima. Bend je oduvek bio pod uticajem post-indastrijal muzičke scene kasnih osamdesetih i sredine devedesetih godina. Promenili su svoj zvuk od 1997. godine, ali su uvek temeljom stojali između elektro-indastrijal / post-indastrijal zvuka. Nakon eksperimentisanja sa čudnim zvukovima i grubim bubnjevima, u kasnijim godinama, trudili su se da stvore jedinstveni muzički svet u kojem su rok, big beat, industrijal, pank i glasna elektronika podjednako prisutni i blisko se stapaju sa poremećenim vizuelnim svetom. Nazivaju ga "masakr-industrijal" ili "demonska elektronika". Kao svoje uticaje navode grupe poput: Bile, The Prodigy, Kim Wilde i Skinny Puppy.

## Članovi

### Trenutni
- Inquisitor - vokal / elektronika
- BoRA - bas
- Jerry King - gitara

### Bivši članovi
- Dražen Đorđević - bas gitara
- Alen Habek - gitara
- Timur Iskandarov - bas gitara
- Aleksandar Savić Savara - bubnjevi
- Mario Matak - bas gitara
- Aleksandra Vukošić - bas gitara
- Badža - bubnjevi
- Predrag Drobnjak - bubnjevi
- Ivan Francuski - bubnjevi
- Danica Bićanić - sempler
- Nemanja Batalo - bas gitara
- Bojan Radaković - gitara
- Darko Ižak - gitara
- Srđan Stevanović - bubnjevi
- Aleksandar Krajovan - bas gitara
- Karolina Nemet - klavijatura
- Dragan Mršić - bubnjevi
- Nikola Prošić - bubnjevi
- Siniša Radovančev - bubnjevi
- Robert Sabadoš - vokal

## Diskografija

### Studijski albumi
- Mr Borndeads Feast (2004)
- Future Porn Machine (2007)
- El Conquistadors (2009)
- dreDDup (2011)
- Nautilus (2012)
- I dreamt of a dragon (2014)
- DeathOven:Rebels have no Kings (2016)
- Soyuz (2018)
- Romance of Romans (2021)
- PanDora (TBA 2024)

### Kasetna izdanja
- The Hot Stuff (1997 demo traka)
- Total Noise (1998 demo traja, reizdato 2013)
- Transfusion 219 (2001 EP, DIY)
- R U Digitall !? (2002 demo album)

Demo kasete
- Roots od Them (1998 EP, DIY)
- Dredd and Buried (1999 EP, DIY)
- Everything Disturbed (1999 EP, DIY)
- Zog Tag (1999 EP, DIY)
- Rocket to USA (2000 EP, DIY)
- 219 demos 1997-2002 (2002 collection of demo recordings)
- Unfinished Business vol.1 (2003 EP, DIY)
- Unfinished Business vol.2 (2003 EP, DIY)
- Unfinished Business vol.3 (2003 EP, DIY)
- Rewind (2003 EP, DIY)

### Filmografija
- Industrial Renaissance (40' documentary about dreDDup, made in 2008)